# Coggia
Coggia (korziško Coghja) je naselje in občina v francoskem departmaju Corse-du-Sud regije - otoka Korzika. Leta 2010 je naselje imelo 833 prebivalcev.

## Geografija
Kraj leži v zahodnem delu otoka Korzike 43 km severno od središča Ajaccia.

## Uprava
Občina Coggia skupaj s sosednjimi občinami Arbori, Balogna, Guagno, Letia, Murzo, Orto, Poggiolo, Renno, Soccia in Vico sestavlja kanton Deux-Sorru s sedežem v Vicu. Kanton je sestavni del okrožja Ajaccio.